# Vejsidebombe
En vejsidebombe  er en type improviseret sprængladning (Engelsk: Improvised Explosive Device, IED) som placeres ved siden af en vej, og som kan detoneres på mange forskellige måder, for eksempel på et signal fra en mobiltelefon eller ved hjælp af andre elektriske impulser. Historisk er vejsidebomber blandt andet blevet brugt af vietnamesiske partisaner mod USA's styrker i Vietnamkrigen og af IRA mod britiske tropper i Nordirland. Den helt store anvendelse har de fået i den arabisk-israelske konflikt, hvorfra de efter Invasionen af Irak i 2003 bredte sig til den irakiske krigsskueplads. I 2004 blev de første gang anvendt i Pakistan og i 2005 var de nået til Afghanistan.
Der er tale om bomber af varierende sprængstyrke, der kan etableres i for eksempel en sodavandsdåse eller graves ned, og også selve bomben kan fremstilles af relativt simple komponenter, som kan erhverves på lovlig vis i almindelige butikker. Vejsidebomber er således et økonomisk overkommeligt våben, der samtidig kan anrette markant skade, selv om rækkevidden af sprængningen sjældent er særlig stor. 

## Danske tab som følge af vejsidebomber
De danske styrker i Irak og Afghanistan er i flere tilfælde blevet ramt af vejsidebomber. De følgende beskriver situationer i Irak, hvor danske soldater er dræbt eller såret. Derudover er der flere episoder, hvor der er sket materielle skader. 
- oktober 2004: To danske soldater blev lettere såret af en vejsidebombe i Irak.
- 25. august 2005: To danske soldater blev lettere såret, da en vejsidebombe blev sprængt mod en patrulje i en forstad til Basra
- 1. oktober 2005: En soldat blev dræbt, to blev hårdt såret og en lettere såret ved et angreb med en vejsidebombe under en patrulje i Irak nord for Basra.
- 5. marts 2006: En soldat blev skudt i benet, da han sammen med sin deling havde afspærret et område, hvor der var opdaget en vejsidebombe.
- 23. marts 2006: En soldat blev dræbt og en anden blev såret under kørsel i et let pansret køretøj nord for Basra.
- 23. september 2006: En soldat blev dræbt, en blev hårdt såret og syv blev lettere såret ved et angreb med en vejsidebombe ved Basra.

For en tilsvarende opgørelse over tab i Afghanistan henvises til: Tabstal for de danske styrker i Afghanistan.

## Forholdsregler mod vejsidebomber
Når en styrke som de fredsbevarende styrker skal forsvare sig mod vejsidebomber, er der flere mulige fremgangsmåder:
- Køretøjer med ekstra kraftig pansring
- Afsøgning af ruter, check af kritiske punkter
- Hindring af den elektriske impuls, der skal udløse bomben
- Efterretninger om hvor bomberne bliver produceret og placeret.
- Profilering af modstanderen.(Hvordan ser bombemanden ud og hvordan opfører han sig.)